# Torteron
Torteron ist eine französische Gemeinde mit 789 Einwohnern (Stand: 1. Januar 2022) im Département Cher in der Region Centre-Val de Loire; sie gehört zum Arrondissement Saint-Amand-Montrond und ist Teil des  Kantons La Guerche-sur-l’Aubois. 

## Geographie
Torteron liegt etwa 43 Kilometer ostsüdöstlich von Bourges und etwa 15 Kilometer westnordwestlich von Nevers am Canal de Berry. Umgeben wird Torteron von den Nachbargemeinden Jouet-sur-l’Aubois im Norden, Cours-les-Barres im Osten, Cuffy im Südosten, Le Chautay im Süden sowie Menetou-Couture im Westen und Nordwesten.

## Bevölkerungsentwicklung
| Jahr                      | 1962 | 1968 | 1975 | 1982 | 1990 | 1999 | 2006 | 2013 | 2020 |
| Einwohner                 | 960  | 869  | 871  | 826  | 793  | 738  | 802  | 816  | 792  |
| Quelle: Cassini und INSEE |      |      |      |      |      |      |      |      |      |

## Sehenswürdigkeiten
- Reste römischer Anlagen
- Kirche Saint-Pierre-et-Saint-Paul aus dem 19. Jahrhundert
- Herrenhaus aus dem 15. Jahrhundert in Milly
- Herrenhaus aus dem 17. Jahrhundert in Bertin

## Persönlichkeiten
- Gérard Pesson (* 1958), Komponist